# Euphorbia punicea
Euphorbia punicea är en törelväxtart som beskrevs av Olof Swartz. Euphorbia punicea ingår i släktet törlar, och familjen törelväxter. Inga underarter finns listade i Catalogue of Life.

## Bildgalleri

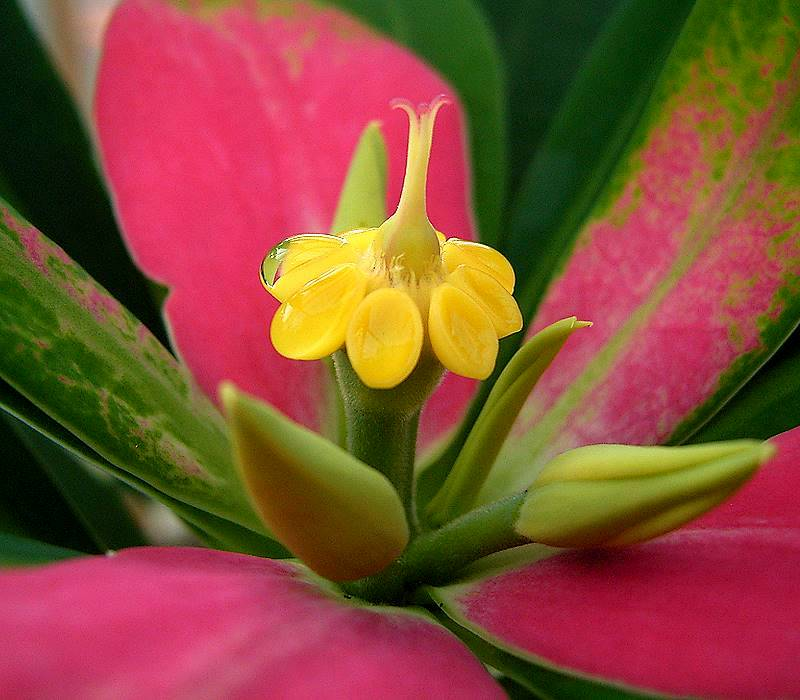
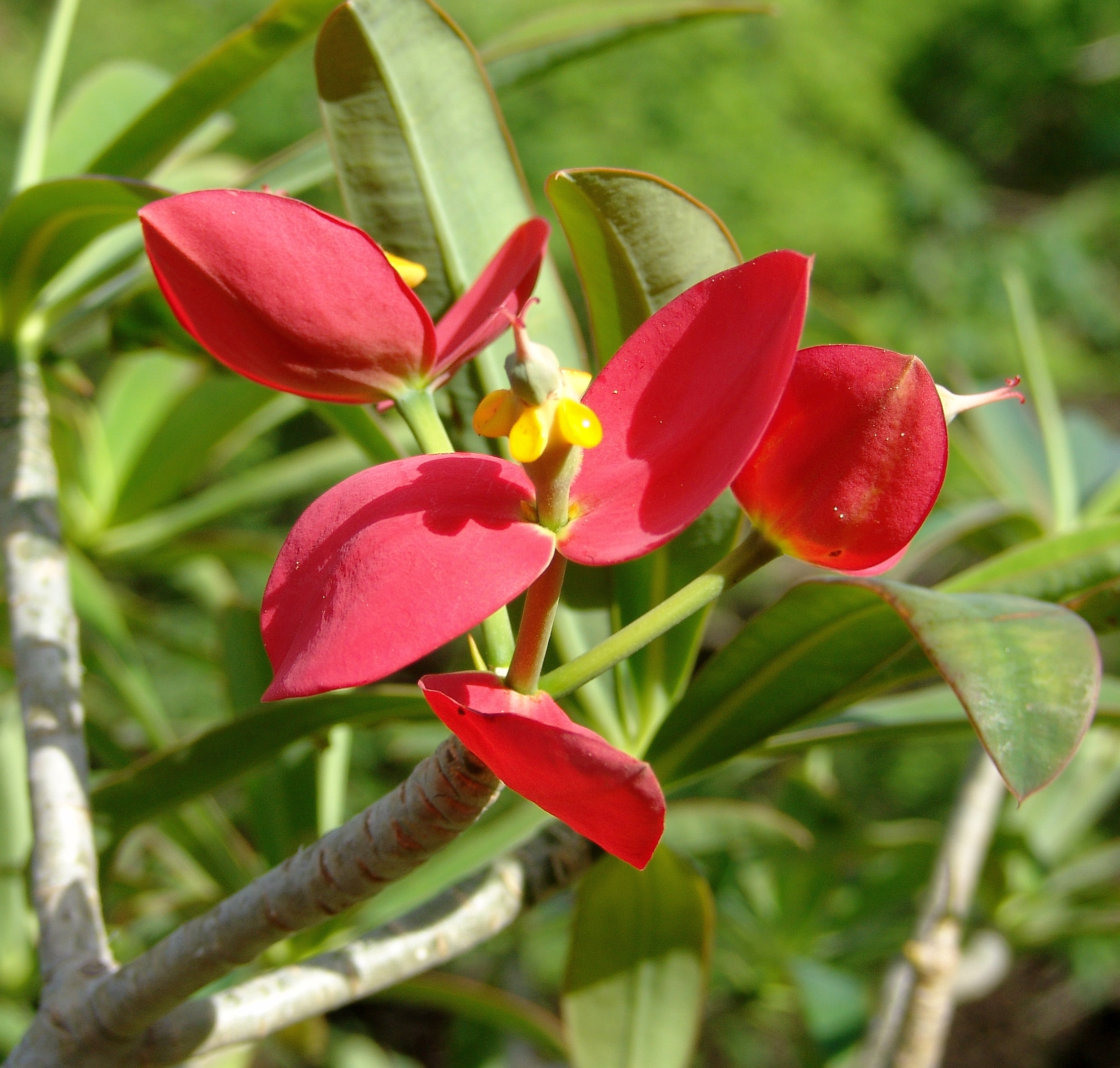
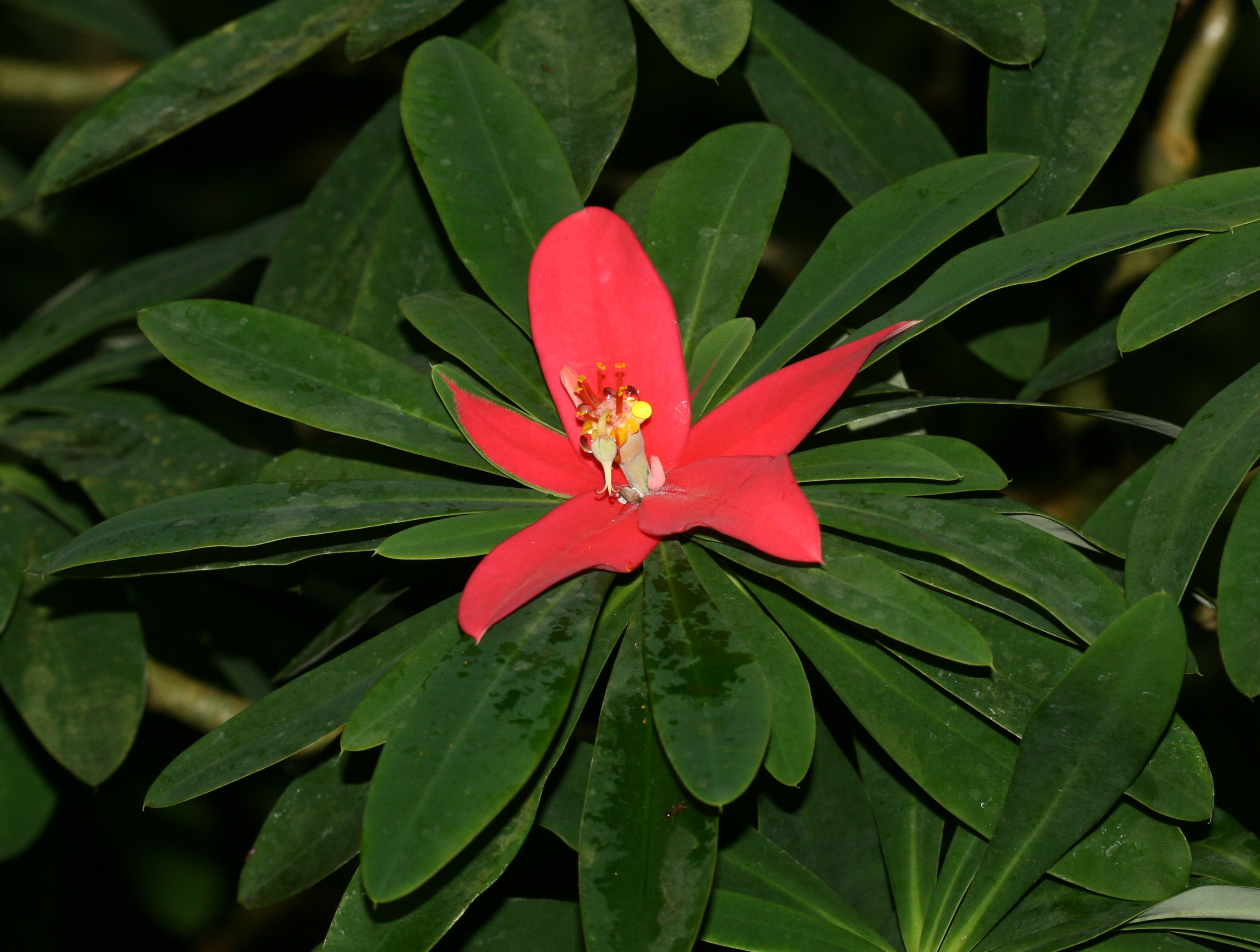